# 无线电产业
无线电产业是一个通称，指任何与广播电台或辅助服务有关的公司或公共服务提供者。
广播电台至少可以分为两类:
公共广播公司的资金全部或部分来自公共资金。这可能是通过政府直接支付的钱，或者像在英国一样，通过许可费支付。许可证费用通常受法律保护，由政府规定，并且对于任何拥有可以用来接收电视信号的设备的家庭都是必需的。
商业广播公司(在英国也称为独立的地方广播电台)的资金主要是通过销售其电台的广告位获得的。商业电台往往是相当地方性的，可能在其许可证范围内承担一些公共服务的义务。